# Łagiewniki (powiat kielecki)
Łagiewniki – wieś w Polsce położona w województwie świętokrzyskim, w powiecie kieleckim, w gminie Chmielnik.

## Części wsi
| SIMC    | Nazwa  | Rodzaj    |
| ------- | ------ | --------- |
| 0235039 | Źródła | część wsi |

## Historia
Według Jana Długosza w XV wieku wieś była własnością Oleśnickiego. W XIX wieku należała do generała Dezyderego Chłapowskiego. Od niego Łagiewniki nabył generał Kazimierz Tański.
W 1827 r. wieś miała 21 domów i 163 mieszkańców.
W latach 1975–1998 miejscowość należała administracyjnie do województwa kieleckiego.

## Zabytki
Pozostałości zespołu dworskiego – spichrz i park, wpisane do rejestru zabytków nieruchomych (nr rej.: A.296/1-2 z 8.02.1958, z 15.02.1972 i z 11.12.1957).